# Gheorghe Ciuhandu
Gheorghe Ciuhandu (ur. 15 czerwca 1947 w Timișoarze) – rumuński polityk i inżynier, w latach 1996–2012 burmistrz Timișoary, kandydat w wyborach prezydenckich.

## Życiorys
W 1970 ukończył budownictwo w Instytucie Politechnicznym w Timișoarze, w 1991 uzyskał stopień naukowy doktora. W latach 1970–1980 pracował jako inżynier, następnie do 1993 był sekretarzem instytutu naukowego INCERC. W 1993 zaczął prowadzić wykłady na macierzystej uczelni, od 1994 do 1996 kierował jednostką badawczo-ekspercką INERC.
W 1990 wstąpił do Partii Narodowo-Chłopskiej-Chrześcijańsko-Demokratycznej (PNȚCD). Był przewodniczącym struktur miejskich i okręgowych. Od 2000 pełnił funkcję wiceprzewodniczącego partii, zaś w latach 2004–2007 kierował PNȚCD.
W 1996 objął stanowisko burmistrza rodzinnej Timișoary, uzyskiwał reelekcję na kolejne kadencje (po raz ostatni w 2008), sprawując ten urząd nieprzerwanie do 2012. W międzyczasie, w 2004, kandydował w wyborach prezydenckich, otrzymując w pierwszej turze głosowania 1,9% głosów.